# Kolesnice
Kolesnice (znanstveno ime Lepista) so rod gliv iz družine livkark (Tricholomataceae).

## Seznam kolesnic Slovenije[2]
- grenka kolesnica (Lepista amara)
- hostna kolesnica (Lepista densifolia)
- zraščena kolesnica (Lepista fasciculata)
- bledovijoličasta kolesnica (Lepista glaucocana)
- dišeča kolesnica (Lepista irina)
- narebrana kolesnica (Lepista luscina)
- vijoličasta kolesnica (Lepista nuda)
- šopasta kolesnica (Lepista ovispora)
- dvobarvna kolesnica (Lepista personata)
- poprasta kolesnica (Lepista ricekii)
- pegasta kolesnica (Lepista rickenii)
- umazana kolesnica (Lepista sordida)
- firneževa kolesnica (Lepista vernicosa)

Naslednje vrste kolesnic so bile s pomočjo molekularne filogenetske raziskave razvrščene v rod korenovk (Collybia):
- dišeča kolesnica (Lepista irina) je po novem Collybia irina
- vijoličasta kolesnica (Lepista nuda) je po novem Collybia nuda
- dvobarvna kolesnica (Lepista personata) je po novem Collybia personata
- umazana kolesnica (Lepista sordida) je po novem Collybia sordida